# ニルス・ペーターゼン
ニルス・ペーターゼン（ニルス・ペテルセン、Nils Petersen, 1988年12月6日 - ）は、東ドイツ・ヴェルニゲローデ出身の元サッカー選手。ポジションはFW。ブンデスリーガの歴史で途中出場から最もゴールを挙げた選手である(34得点)。

## 経歴

### クラブ
2005年からFCカールツァイス・イェーナのユースチームに所属し、2007年にトップチームに昇格した。2009年1月6日、エネルギー・コットブスに移籍した。2010-11シーズンは33試合に出場し、25得点を挙げ、ブンデス2部の得点王に輝いた。2011年5月19日、強豪バイエルン・ミュンヘンに移籍。契約期間は2014年までの3年間で、背番号はかつてゲルト・ミュラー、エウベル、ルカ・トーニが着けていた9番となった。しかし出場機会が得られず、マリオ・マンジュキッチの加入もあり2012年6月、ヴェルダー・ブレーメンにレンタル移籍、シーズン終了後にブレーメンに完全移籍した。
2014年12月22日、SCフライブルクにレンタル移籍した。2016-17シーズンから2019-20シーズンまで4期連続で2桁得点を決めた。2022-23シーズン限りでの引退を表明、ホーム最終節のヴォルフスブルク戦で途中出場からシーズン初ゴール、にして現役ラストゴールを決めた。

### 代表
ドイツ代表として各年代で招集を受けている。リオデジャネイロオリンピックにオーバーエイジで招集された。6ゴールを挙げて得点王を獲得した。
2018年、2018 FIFAワールドカップの代表候補に名前を連ね、6月2日のオーストリア戦でA代表デビューを果たしたが、最終メンバーからは落選した。

## タイトル
U-23ドイツ代表
- リオデジャネイロオリンピックサッカー競技 - 得点王[5]